# Садовский, Степан Васильевич
Степан Васильевич Садовский (25 марта 1902 — 18 августа 1965) — советский хозяйственный деятель, в 1939 году начальник «Главазота» Народного Комиссариата химической промышленности, директор Новомосковского химического комбината (1940—1941, 1946—1965).

## Биография
Родился 25 марта 1902 года в Херсонской губернии в бедной крестьянской семье. С малых лет работал батраком. После Октябрьской революции Садовский работал секретарём сельсовета, председателем комитета бедноты, учился на рабфаке, в 1931 году закончил Одесский химико-технологический институт.
В 1933 году приехал работать на Сталиногорский химкомбинат, где вначале был сменным инженером, затем начальником цеха, начальником производственно-распределительного отдела химкомбината. Талантливый, обладающий большими организаторскими способностями инженер был замечен, и в 1938 году Садовского назначили директором Березниковского химкомбината, а с 1 марта 1939 года — начальником главка «Главазота» Народного Комиссариата химической промышленности.
В 1940 году С. В. Садовский вернулся на Сталиногорский химкомбинат в должности директора. В годы Великой Отечественной войны под его руководством производился демонтаж и эвакуация оборудования химкомбината. Во время войны С. В. Садовский работал директором Чирчикского электрохимкомбината, затем директором Лисичанского азотно-тукового завода.
С 1946 по 1965 год С. В. Садовский работал директором Сталиногорского (Новомосковского) химкомбината. Внёс большой вклад в развитие химкомбината и химической промышленности. В период его руководства предприятие было переведено на природный газ, построены новые цеха и заводы, в производство внедрены новые достижения науки и техники, а 18 февраля 1959 года химкомбинат был награждён орденом Трудового Красного Знамени.
Неоднократно избирался членом Новомосковского горкома и Тульского обкома КПСС, депутатом городского и областного Советов.

## Награды и премии
- два ордена Ленина
- орден Трудового Красного Знамени
- орден «Знак Почёта»
- медали[1].

## Память
Учитывая большие заслуги С. В. Садовского в строительстве города Новомосковска, его труд в химической промышленности, создании и развитии Новомосковского химкомбината, в целях увековечения его памяти, решением исполкома горсовета депутатов трудящихся в 1965 году улица Парковая была переименована в улицу имени Садовского. На доме № 29 установлена мемориальная доска.
Средняя школа № 25 города Новомосковска в рамках движения «Именные школы России» борется за право носить имя Степана Васильевича Садовского.

## Документы
- Личное дело: Садовский Степан Васильевич / ф.А403. СОВЕТ НАРОДНОГО ХОЗЯЙСТВА РСФСР (СНХ РСФСР), оп.3., дело 975. ГА РФ. Дата обращения: 2 сентября 2012. Архивировано 30 октября 2012 года.